# Ес350
Ес350 «Коммуна́р» («Кра́сный коммунар», на самом локомотиве обозначение нанесено с ошибкой — Ес−350) — паровоз серии Е, локомотив-памятник в городе Челябинске.

## История
Паровоз работал на Самаро-Златоустовской железной дороге. Был выведен из строя в ходе Гражданской войны, восстановлен по инициативе рабочих паровозного депо станции Челябинск в свободное от основной работы время в начале 1920 года и в начале мая (3 либо 4 числа) отправлен вести в голодающую Москву состав с 442,3 тоннами (27 000 пудов) хлеба. Паровоз было поручено вести бригадам машинистов Ф. Альбова и С. Новожилова с помощниками К. Гарагулей и Ф. Малаховым и кочегарами В. Хохловым и Ф. Блиновым. Вместе с ними в поездку отправились ремонтники, охрана из 12 человек и делегаты С. Муранов, И. Михалев и А. Гундарев. Состав с хлебом прибыл в Москву 7 (по другим источникам — 8) мая, потратив на дорогу около 4 суток, поставив рекорд скорости: обычные грузовые поезда из Челябинска в Москву шли 10—12 суток. Делегаты были приняты управляющим делами Совнаркома В. Д. Бонч-Бруевичем, а затем представлены В. И. Ленину, который выразил всем товарищам благодарность за хлеб.

## Создание памятника
По инициативе челябинского краеведа А. И. Козырева паровоз в 1957 был найден на Амурской железной дороге на комбинате «Дальвостокуголь» и возвращён в Челябинск. После восстановления 20 апреля 1960 года в ознаменование 90-летия со дня рождения Ленина, локомотив был установлен в Городском саду имени Пушкина возле Дворца культуры железнодорожников. Была восстановлена обширная агитационная роспись боковых поверхностей парового котла и тендера паровоза, которая к настоящему времени не сохранилась (закрашена при последующих косметических ремонтах). Ес350 объявлен региональным объектом культурного наследия.
- Ес350
- Левая сторона тендера
- Правая сторона тендера